# Barming
Barming är en civil parish i grevskapet Kent i sydöstra England. Den ligger i distriktet Maidstone och utgörs av en ostlig bebyggd del som ingår i Maidstones tätort samt en västlig del som huvudsakligen består av landsbygd. Civil parishen hade 1 753 invånare vid folkräkningen år 2021.